# Lolita Davidovich
Lolita Davidovich (London, 15 luglio 1961) è un'attrice canadese.

## Biografia
Nata a London, Ontario, figlia di immigranti provenienti dalla ex Jugoslavia, il padre era di Belgrado, la capitale della Serbia, mentre la madre slovena. Fino alla fanciullezza parlava soltanto serbo. Ha studiato presso la Herbert Berghof Studio di New York.
La sua prima apparizione di rilievo è avvenuta nel film Scandalo Blaze (1989), accanto a Paul Newman, battendo la concorrenza di oltre 600 altre attrici, nel ruolo della ballerina di burlesque Blaze Starr.
Successivamente ha preso parte alla prima serie della serie televisiva prodotta da Showtime The L Word, nel ruolo di Francesca Wolff, e poi a un episodio della serie CSI: Crime Scene Investigation nel 2005.
Negli anni duemila si è distinta in numerosi ruoli in varie serie televisive statunitensi quali Rizzoli & Isles (2011) e Psych (2012). Nel 2017 entra nel cast della serie antologica Law & Order: True Crime, dedicata al reale caso criminale dei Fratelli Menendez, nel ruolo di Kitty Menendez e nel 2021 collabora ancora col franchise poliziesco apparendo nella seconda stagione di Law & Order: Organized Crime nel ruolo di Flutura Briscu.

### Vita privata
Lolita Davidovich è sposata con il regista e scrittore Ron Shelton, da cui è stata diretta sul set in tre occasioni. Risiedono a Los Angeles e Ojai, California e hanno due figli.

## Filmografia parziale

### Cinema
- Tutto quella notte (Adventures in Babysitting), regia di Chris Columbus (1987)
- Vicolo cieco (Blind Side), regia di Paul Lynch (1987)
- Scandalo Blaze (Blaze), regia di Ron Shelton (1989)
- Attenti al ladro! (The Object of Beauty), regia di Michael Lindsay-Hogg (1991)
- JFK - Un caso ancora aperto (JFK), regia di Oliver Stone (1991)
- Il proiezionista (The Inner Circle), regia di Andrei Konchalovsky (1991)
- Doppia personalità (Raising Cain), regia di Brian De Palma (1992)
- Vendesi miracolo (Leap of Faith), regia di Richard Pearce (1992)
- Limite estremo (Boiling Point), regia di James B. Harris (1993)
- Trappola d'amore (Intersection), regia di Mark Rydell (1994)
- Cobb, regia di Ron Shelton (1994)
- Amiche per sempre (Now and Then), regia di Lesli Linka Glatter (1995)
- Operazione Alce (Salt Water Moose), regia di Stuart Margolin (1996)
- Da giungla a giungla (Jungle 2 Jungle), regia di John Pasquin (1997)
- Demoni e dei (Gods and Monsters), regia di Bill Condon (1998)
- Mistery, Alaska, regia di Jay Roach (1999)
- Incontriamoci a Las Vegas (Play It to the Bone), regia di Ron Shelton (1999)
- Indagini sporche (Dark Blue), regia di Ron Shelton (2002)
- Hollywood Homicide, regia di Ron Shelton (2003)
- Smitty - Un amico a quattro zampe (Smitty), regia di David M. Evans (2012)
- La risposta è nelle stelle (The Longest Ride), regia di George Tillman Jr. (2015)
- Finestkind, regia di Brian Helgeland (2023)

### Televisione
- Ostaggi del silenzio (Dead Silence), regia di Daniel Petrie Jr. – film TV (1997)
- Detective Monk (Monk) – serie TV, episodio 2x04 (2003)
- Cold Case - Delitti irrisolti (Cold Case) – serie TV, episodio 7x10 (2009)
- Cinema Verite, regia di Shari Springer Berman e Robert Pulcini – film TV (2011)
- Rizzoli & Isles – serie TV, episodi 2x13-2x14 (2011)
- NCIS - Unità anticrimine (NCIS) – serie TV, episodio 11x04 (2011)
- Psych – serie TV, un episodio (2012)
- Law & Order: True Crime – serie TV, 6 episodi (2017)
- Le regole del delitto perfetto (How To Get Away With Murder) – serie TV, 5 episodi (2018)
- Quel piccolo grande miracolo di Natale (Once Upon a Christmas Miracle), regia di Gary Yates – film TV (2018)
- Suits – serie TV, episodio 8x15 (2019)
- Un biglietto per Natale (Write Before Christmas), regia di Pat Williams – film TV (2019)
- Law & Order: Organized Crime – serie TV, 7 episodi (2021)

## Doppiatrici italiane
Nelle versioni in italiano dei suoi lavori, Lolita Davidovich è stata doppiata da:
- Simona Izzo in Scandalo Blaze, Il proiezionista, Doppia personalità
- Isabella Pasanisi in Vendesi miracolo, Cold Case - Delitti irrisolti
- Cinzia De Carolis in Trappola d'amore, Da giungla a giungla
- Pinella Dragani in Indagini sporche, Hollywood Homicide
- Laura Boccanera in The L Word, CSI: Vegas
- Valeria Perilli in Psych
- Chiara Salerno in Amiche per sempre
- Ida Sansone in Demoni e dei
- Eleonora De Angelis in Mystery Alaska
- Emanuela Rossi in Incontriamoci a Las Vegas
- Fabrizia Castagnoli ne La risposta è nelle stelle
- Barbara Castracane in Detective Monk
- Aurora Cancian in CSI - Scena del crimine
- Anne Marie Sanchez ne Le regole del delitto perfetto
- Claudia Razzi in Suits
- Emilia Costa in Quel piccolo grande miracolo di Natale, Un biglietto per Natale